# Christopher Clark
Sir Christopher Munro Clark (Sydney, 14. ožujka 1960.), australski je povjesničar koji živi u Ujedinjenom Kraljevstvu.

## Životopis
Christopher Munro Clark rođen je u Sydneyu 1960. godine. Od 1985. do 1987. godine studirao je na Slobodnom Sveučilištu u Berlinu. Predaje kao profesor moderne europske povijesti na visokoj školi St. Catharine u Cambridgeu i radi kao redoviti profesor povijesti na Sveučilištu u Cambridgeu. Istraživačka mu je specijalizacija povijest Pruske i Prvoga svjetskog rata. U knjizi Mjesečari problematizirao je tezu glavne odgovornosti njemačkog Reicha u Prvom svjetskom ratu.
O ubojstvu prijestolonasljednika Franje Ferdinanda tvrdi kako je Franjo Ferdinanda određen za atentat, upravo zato što bi, da je ostvarena njegova trijalistička ideja o federaliziranju dvojne monarhije sa Zagrebom kao gradom ravnopravnim s Budimpeštom, postojala opasnost da Srbija izgubi promidžbu o ujedinjenju srpstva i/ili Južnih Slavena. U engleskom izvorniku svoje knjige Gavrila Principa nazvao je teroristom, u njemačkom prijevodu nacionalistom. Za svoje usluge u anglo-njemačkim odnosima kraljica Ujedinjenog Kraljevstva Elizabeta II. Clarka je 2015. godine promakla u viteza.
Danas slovi za jednoga od najvećih poznavatelja pruske povijesti.

## Djela
- Kaiser Wilhelm II: A Life in Power, Harlow, England, & New York: Longman, 2000., ISBN 0582245591
- Iron Kingdom: The Rise and Downfall of Prussia, 1600–1947., Cambridge, Mass.: Belknap Press of Harvard University Press, 2006., ISBN 0674023854
- Sleepwalkers: How Europe Went to War in 1914, London: Allen Lane, 2012., ISBN 9780713999426 (srp. prijevod, Mesečari: kako je Evropa krenula u rat 1914., Heliks, Smederevo, 2014., ISBN 978-86-86059-44-4)

## Nagrade, odličja i priznanja
- 2007.: Wolfson History Prize
- 2007.: H-Soz-u-Kult prize "Das historische Buch"[2]
- 2007.: Queensland Premier's Literary Awards, History Book Award, za Iron Kingdom: The Rise and Downfall of Prussia, 1600–1947
- 2007.: General History Prize, New South Wales Premier's History Awards, za Iron Kingdom: The Rise and Downfall of Prussia, 1600–1947
- 2013.: Cundill Prize, u završnici, za The Sleepwalkers: How Europe Went To War In 1914[3]
- 2013.: Los Angeles Times Book Prize (History), dobitnik, za The Sleepwalkers[4]
- 2013.: Hessell-Tiltman Prize, uži izbor, za The Sleepwalkers[5]
- 2015.: Laura Shannon Prize, za The Sleepwalkers[6]
- 2015.: Knight Bachelor

## Vanjske poveznice
- Gojko Borić, Novi pogledi na Veliki rat: Neki zapadni povjesničari o uzrocima Prvoga svjetskoga rata  Arhivirana inačica izvorne stranice od 3. kolovoza 2018. (Wayback Machine), Hrvatska revija 3, 2014.
- YouTube video na službenom kanalu Gresham Collegea (eng.) - predavanje Christophera Clarka "Sleepwalkers: How Europe Went to War in 1914" održano 29. rujna 2014.,[7] objavljeno 2. listopada 2014.